# Список піонерів в галузі інформатики

## Піонери
Щоб розмістити список у хронологічному порядку, натисніть на невелику піктограму «вгору» в стовпці «Дата». Стовпець «Особи» також можна сортувати за алфавітом, вгору вниз.
| Досягнення дата       | Персона                                                                      | Досягнення |
| --------------------- | ---------------------------------------------------------------------------- | --- |
| 830 ~                 | Аль-Хорезмі                                                                  | Термін «алгоритм» походить від алгоритмізму, техніки виконання арифметики з індуїстсько-арабськими цифрами, популяризованими аль-Хварізмі у своїй книзі «Розрахунок з індуїстськими цифрами». |
| 1944 рік              | Говард Ейкен                                                                 | Задумав і кодував Гарвардський Марк I. |
| 1970, 1989            | Френсіс Аллен                                                                | Розроблені бітові векторні позначення та графіки потоку управління програмою. Першою жінкою-співробітником IBM стала жінка в 1989 році. У 2006 році вона стала першою жінкою, яка отримала премію Тюрінга ACM. |
| 1939 рік              | Джон Атанасов                                                                | Побудував перший електронний цифровий комп'ютер, комп'ютер Atanasoff — Berry, хоча він не був ні програмованим, ні Тьюрінгом. |
| 1822, 1837            | Чарлз Беббідж                                                                | Виникла концепція програмованого комп'ютера загального призначення. Розробив аналітичний двигун і побудував прототип для менш потужного механічного калькулятора. |
| 1954, 1963            | Джон Бекус                                                                   | Очолив команду, яка створила FORTRAN (For mula Tran slation), першу практичну мову програмування високого рівня, і він сформулював форму «Backus-Naur», яка описала синтаксис формальної мови. |
| 1874 рік              | Еміль Бодо                                                                   | Французький інженер-телеграфіст патентує код Бодо, перший засіб цифрового зв'язку. Модем одиниці швидкості одиниці швидкості названий на його честь. |
| 1989, 1990            | Тім Бернерс-Лі                                                               | Винайдена світова павутина. З Робертом Кальяу надіслав перший HTTP-зв'язок між клієнтом і сервером. |
| 1966 рік              | Бьом Коррадо                                                                 | Теоретизовано концепцію структурованого програмування. |
| 1847, 1854            | Джордж Буль                                                                  | Формалізована булева алгебра, основа цифрової логіки та інформатики. |
| 1947 рік              | Кетлін Бут                                                                   | Винайшла мову першої збірки. |
| 1969, 1978            | Пер Брінч Хансен                                                             | Розробила мультипрограмувальну систему RC 4000, яка представила концепцію ядра операційної системи та розділення політики та механізму, фактично першої архітектури мікроядра. Спільно розробили монітор з Тоні Хоаром і створили першу реалізацію монітора. Реалізовано першу форму віддаленого виклику процедури в RC 4000, і першим запропонував віддалені виклики процедур як структуруючу концепцію розподілених обчислень.                                        |
| 1959, 1995            | Фред Брукс                                                                   | Менеджер проектів IBM System/360 та OS/360; автор «Міфічного людино-місяця». |
| 1908 рік              | Лейтзен Егберт Ян Брауер                                                     | Заснована інтуїтивістська логіка, яка пізніше стала широко застосовуватися в асистентах доказування. |
| 1930 рік              | Ванневар Буш                                                                 | Аналогові обчислювальні піонери. Оригінатор концепції Memex, що призвело до розвитку гіпертексту. |
| 1951 рік              | Девід Камінер                                                                | Разом з Джоном Пінкертоном розробив комп'ютер LEO, перший бізнес-комп'ютер, для J. Lyons and Co |
| 1978 рік              | Вінтон Серф                                                                  | З Бобом Каном розробив протокол управління передачею та протокол Інтернету (TCP/IP), основні протоколи передачі даних Інтернету та інших комп'ютерних мереж. |
| 1956 рік              | Ноам Чомскі                                                                  | Вніс внесок в інформатику своєю роботою з мовознавства. Він розробив ієрархію Чомскі, відкриття якого безпосередньо вплинуло на теорію мов програмування та інші галузі інформатики. |
| 1936 рік              | Алонзо Черч                                                                  | Засновано внесок у теоретичну інформатику, спеціально для розвитку обчислення лямбда та виявлення проблеми нерозбірливості всередині неї. |
| 1962 рік              | Веслі А. Кларк                                                               | Перший функціональний комп'ютер, розроблений LINC, зменшив і оцінив для окремого користувача. Введений в експлуатацію в 1963 році, багато його особливостей розглядаються як прототипи того, що повинно було бути важливим елементом персональних комп'ютерів. |
| 1981 рік              | Едмунд М. Кларк                                                              | Спільно з Ернестом Алленом Емерсоном розроблено перевірку моделі та офіційну перевірку програмного та апаратного забезпечення. |
| 1970 рік              | Едгар Ф. Кодд                                                                | Запропонована та формалізована реляційна модель управління даними, теоретична основа реляційних баз даних. |
| 1971 рік              | Лінн Конвей                                                                  | Понадскалярна архітектура з динамічним плануванням інструкцій з декількох випусків замовлень. |
| 1967 рік              | Стівен Кук                                                                   | Формалізував поняття NP-повноти, надихнувши на велику кількість досліджень в теорії складності обчислювальної техніки. |
| 1965 рік              | Джеймс Кулі                                                                  | З Джоном У. Тукі створив швидку трансформацію Фур'є. |
| 1962 рік              | Уле-Юган Дал                                                                 | За допомогою Крістена Нюґора винайшов протооб'єктну мову SIMULA. |
| 1968 рік              | Едсгер Дейкстра                                                              | Досягнувши прогресу в алгоритмах, запровадив та ввів у дію термін структуроване програмування, винайшов семафор і чудово запропонував, що заяву GOTO слід вважати шкідливою. |
| 1918 рік              | Вільям Еклс і Френк Вілфред Джордан                                          | Британські фізики запатентували спусковий ланцюг Еклса — Джордана. Це так званий бістабільний триггер — це складова частина всіх осередків цифрової пам'яті. Побудована з вакуумних трубок, їхня концепція мала важливе значення для успіху комп'ютера, що розбиває Колосс. |
| 1943, 1951            | Джон Преспер Екерт                                                           | З Джоном Моклі розробив і побудував ENIAC, перший сучасний (весь електронний комп'ютер, повний Тюрінг) комп'ютер, і UNIVAC I, перший комп'ютер, доступний у продажу. |
| 1981 рік              | Ернест Аллен Емерсон                                                         | Розробив перевірку моделі та офіційну перевірку програмного та апаратного забезпечення разом з Едмундом М. Кларком. |
| 1963 рік              | Дуглас Енгельбарт                                                            | Найвідоміший за винахід комп'ютерної миші (спільними зусиллями з Біллом Англійською); як піонер взаємодії між людиною та комп'ютером, команда Augment розробила гіпертекст, мережеві комп'ютери та попередники графічних інтерфейсів. |
| 1971 рік              | Федеріко Фаггін                                                              | Розроблений перший комерційний мікропроцесор (Intel 4004). |
| 1974 рік              | Елізабет Фейлер                                                              | Її команда визначила простий формат текстового файлу для імен Інтернет-хостів. Список перетворився на систему доменних імен, і її група стала авторитетом іменування доменів верхнього рівня .mil, .gov, .edu, .org та .com. |
| 1943 рік              | Томас Флаверс                                                                | Розробив та побудував комп'ютери Mark 1 та десять вдосконалених комп'ютерів Mark I Colossus, перших у світі програмованих, цифрових, електронних, обчислювальних пристроїв. |
| 1994 рік              | Саллі Флойд                                                                  | Засновано сферу активного керування чергою та спільно винайдено випадкове раннє виявлення, яке використовується майже у всіх інтернет-роутерах. |
| 1879 рік              | Готлоб Фреге                                                                 | Розширена арістотелівська логіка з обчисленням предикатів першого порядку, незалежно від Чарльза Сандерса Перса, вирішального попередника в теорії обчислень. Також має відношення до ранньої роботи над штучним інтелектом, логічним програмуванням. |
| 1880, 1898            | Чарлз Сандерс Пірс                                                           | Доведено функціональну повноту воріт NOR. Запропоновано реалізацію логіки за допомогою електричних ланцюгів за десятки років до Клода Шеннона. Розширена арістотелівська логіка з обчисленням предикатів першого порядку, незалежно від Готлоба Фреге, важливого попередника в теорії обчислення. Також має відношення до ранньої роботи над штучним інтелектом, логічним програмуванням.                                                                               |
| 1985 рік              | Стівен Фербер Софі Вілсон                                                    | Відомі своєю роботою над створенням мікропроцесора ARM 32bit RISC. |
| 1958, 1961, 1967 роки | Сеймур Гінзбург                                                              | Доведене мінімізація схеми «не байдуже» не обов'язково дає оптимальні результати, доведено, що мова програмування ALGOL є безконтекстною (таким чином, пов'язуючи теорію формальної мови з проблемою написання компілятора), і винайшов теорію AFL. |
| 1931 рік              | Курт Гедель                                                                  | Доведено, що арифметика Пеано не може бути як логічно послідовною, так і повною в обчисленні предикатів першого порядку. Черч, Клійн та Тьюрінг розробили основи теорії обчислень, заснованої на наслідках до роботи Геделя. |
| 1989 рік              | Шафі Голдвассер                                                              | Докази нульового знання, винайдені Голдвассер, Мікалі та Ракоффом. Голдвассер і Мікалі присудили премію Тьюрінга в 2012 році за цю та іншу роботу. |
| 2011 рік              | Сьюзан Л. Грем                                                               | Нагороджена медаллю IEEE 2009 р. Джоном фон Нейманом за «внесок у розробку та впровадження мови програмування та за зразкове обслуговування дисципліни інформатики». |
| 1953 рік              | Френк Грей                                                                   | Фізик і дослідник у лабораторії Bell Labs розробив відображений бінарний код (RBC) або код Грея. Методики Грея застосовуються для виявлення та виправлення помилок у цифрових системах зв'язку, таких як QAM в цифрових мережах абонентських ліній. |
| 1974, 2005            | Джим Грей                                                                    | Інноватор в системах баз даних та реалізації транзакцій. |
| 1986, 1990            | Барбара Грош[ зайва вага? - обговорити ]                                     | Створила першу обчислювальну модель дискурсу, яка встановила сферу досліджень та вплинула на технології обробки мови. Також розроблена модель SharedPlans для співпраці в мультиагентних системах. |
| 1971 рік              | Маргарет Гамільтон                                                           | Розробив концепції асинхронного програмного забезпечення, планування пріоритетів, тестування «до кінця» та можливості прийняття рішень «людиною в циклі», таких як пріоритетні дисплеї, які потім стали основою для надто надійної розробки програмного забезпечення. |
| 1950 рік              | Річард Геммінг                                                               | Створено математичне поле для виправлення помилок, код Геммінга, матриця Геммінга, вікно Геммінга, номери Геммінга, пакування сфери (або обмеження Геммінга) та відстань Геммінга. Він встановив концепцію досконалого коду. |
| 1972, 1973            | Андре Труонг Тронг Тхі і Франсуа Жернель [ невиправдана вага? - обговорити ] | Винахід Micral N — найдавнішого комерційного персонального комп'ютера без набору, заснованого на мікропроцесорі. |
| 1981, 1995, 1999      | Андерс Гейлсберг                                                             | Автор Turbo Pascal, перебуваючи в Borland, головний архітектор Delphi, та дизайнер та головний архітектор C# в Microsoft. |
| 2008, 2012            | Джефрі Гінтон                                                                | Популяризував та дав можливість використовувати штучні нейронні мережі та глибоке навчання, які належать до числа найуспішніших інструментів сучасних зусиль із штучного інтелекту. |
| 1961, 1969, 1978      | Тоні Гоар                                                                    | Розробив формальну мову комунікаційних послідовних процесів (CSP), логіку Гоара для перевірки правильності програми та Quicksort. |
| 1968 рік              | Бетті Голбертон                                                              | Написав перше об'єднання сортування мейнфреймів на UNIVAC |
| 1889 рік              | Герман Голлеріт                                                              | Широко вважається батьком сучасної машинної обробки даних. Його винахід машини для складання табличок з перфорованою карткою знаменує початок епохи напівавтоматичних систем обробки даних. |
| 1952 рік              | Ґрейс Гоппер                                                                 | Піонерська робота над необхідністю використання мов програмування високого рівня, яку вона назвала автоматичним програмуванням, і написала компілятор AO, який сильно вплинув на мову COBOL. |
| 1997 рік              | Фен-сюн Сюй                                                                  | Робота призвела до створення шахового комп'ютера Deep Thought, а архітектор та головний конструктор шахового комп'ютера IBM Deep Blue, який переміг діючого чемпіона світу з шахів, Гаррі Каспарова у 1997 році. |
| 1952 рік              | Катберт Херд                                                                 | Допоміг Міжнародній корпорації бізнес-машин розробити свій перший комп'ютер загального призначення — IBM 701. |
| 1945, 1953            | Гаррі Гаскі                                                                  | Ранній комп'ютерний дизайн, включаючи внески до комп'ютерів ENIAC, EDVAC, Pilot ACE, EDVAC, SEAC, SWAC і Bendix G-15. G-15 був описаний як перший персональний комп'ютер, яким керує одна людина. |
| 1954, 1962            | Кеннет Іверсон                                                               | Допомагав у створенні першого аспіранту з інформатики (в Гарварді) і викладав цей курс; винайшов мову програмування APL та зробив внесок у інтерактивні обчислення. |
| 1801 рік              | Джозеф Марі Жакард                                                           | Побудували та продемонстрували ткацький верстат Жакарда, програмований механізований ткацький верстат, керований стрічкою, побудованою з перфокарт. |
| 1206                  | Аль-Джазарі                                                                  | Винайдені програмовані машини, включаючи програмовані гуманоїдні роботи, та замкові годинники, астрономічні годинники вважаються першим програмованим аналоговим комп'ютером. |
| 1953 рік              | Spärck Jones, Karen [ зайва вага? - обговорити ]                             | Один із піонерів пошуку інформації та обробки природних мов. |
| 1970, 1990            | Моріс Карнау                                                                 | Винахідник карти Карно, що використовується для мінімізації логічних функцій. |
| 1973 рік              | Яцек Карпінський                                                             | Розробив перший диференціальний аналізатор, який використовував транзистори, та розробив один із перших алгоритмів машинного навчання розпізнавання символів та зображень. Також був винахідником одного з перших мінікомп'ютерів, К-202. |
| 1970 ~                | Алан Кей                                                                     | Піонерував багато ідей в корені об'єктно-орієнтованих мов програмування, очолював команду, яка розробляла Smalltalk, і вносила фундаментальний внесок в особисті обчислення. |
| 1957 рік              | Кірш, Рассел А. Грей                                                         | Працюючи в Національному бюро стандартів (NBS), Кірш використовував нещодавно розроблений сканер зображень для сканування та зберігання першої цифрової фотографії. Його відскановану фотографію тримісячного сина журнал Life вважав однією із «100 фотографій, які змінили світ». |
| 1936 рік              | Клін, Стівен Коул                                                            | Піонерська робота з церквою Алонцо над обчисленням Лямбда, яка вперше заклала основи теорії обчислень. |
| 1968, 1989            | Кнут, Дональд                                                                | Написав мистецтво комп'ютерного програмування і створив TeX. Придумав термін «аналіз алгоритмів» і зробив великий внесок у цю сферу, включаючи популяризацію нотації Big O. |
| 1974, 1978            | Лампорт, Леслі                                                               | Сформульовані алгоритми для вирішення багатьох фундаментальних проблем у розподілених системах (наприклад, алгоритм хлібобулочних виробів). Розробив концепцію логічного годинника, що забезпечує синхронізацію між розподіленими об'єктами на основі подій, через які вони спілкуються. Створено LaTeX. |
| 1951 рік              | Лебедєв, Сергій Олексійович                                                  | Незалежно розробив перший в Радянському Союзі електронний комп'ютер — MESM, в Києві, Україна. |
| 1670 ~                | Лейбніц, Готфрід                                                             | Досягнуто вдосконалення символічної логіки, наприклад, коефіцієнта обчислення, який сильно вплинув на Готлоб Фреге. Зроблені розробки в першочерговому порядку прогнозують обчислення, які мали вирішальне значення для теоретичних основ інформатики. |
| 1960 рік              | Licklider, JCR                                                               | Розпочали дослідження взаємодії людини та комп'ютера, що призвело до багатьох досягнень у комп'ютерних інтерфейсах, а також у кібернетиці та штучному інтелекті. |
| 1987 рік              | Лісков, Варвара                                                              | Розробив принцип заміщення Ліскова, який гарантує семантичну сумісність типів даних в ієрархії. |
| 1300 ~                | Llull, Ramon                                                                 | Створював декілька символічних машин репрезентацій, а також піонерські уявлення про символічне представлення та маніпулювання для отримання знань — обидва вони мали великий вплив на Лейбніца. |
| 1852 рік              | Ловелас, Ада                                                                 | Англійський математик та письменник, головним чином відомий своєю роботою над запропонованим механічним комп'ютером загального призначення Чарльз Беббідж, аналітичним двигуном. Вона першою визнала, що машина має додатки, що перевищують чистий розрахунок, і створила перший алгоритм, призначений для виконання такою машиною. В результаті її часто розглядають як першу, яка визнає весь потенціал «обчислювальної машини» та першого комп'ютерного програміста. |
| 1909 рік              | Людгейт, Персі                                                               | Чарльз Беббідж у 1843 р. Та Персі Людгейт у 1909 р. Розробили перші два аналітичні двигуни в історії. Двигун Ludgate використовував множення як основу (використовуючи власний дискретний «Ірландські логарифми»), мав перший множник-акумулятор (MAC), був першим, хто використовував MAC для виконання поділу, зберігав номери як переміщення стрижнів у човниках і мав кілька інші функції, в тому числі для управління програмою.                                   |
| 1971 рік              | Мартін-Леф, Пер                                                              | Опублікував ранній проект теорії типів, на якому базуються багато помічників. |
| 1943, 1951            | Mauchly, Джон                                                                | З Дж. Преспер Еккертом розробив і побудував ENIAC, перший сучасний (весь електронний комп'ютер, повний Тюрінг) комп'ютер, і UNIVAC I, перший комп'ютер, доступний у продажу. Також працював над BINAC (1949), EDVAC (1949), UNIVAC (1951) разом з Грейс Хоппер і Жаном Бартиком, щоб розробляти комп'ютери раннього зберігання програм. |
| 1958 рік              | Маккарті, Джон                                                               | Розробив LISP, функціональну мову програмування. |
| 1956, 2012            | МакКлускі, Едвард Дж.                                                        | Фундаментальний внесок у формування та тестування цифрових систем, включаючи перший алгоритм синтезу цифрової логіки, метод мінімізації логіки Quine-McCluskey. |
| 1963 рік              | Мінський, Марвін                                                             | Співзасновник лабораторії штучного інтелекту Массачусетського технологічного інституту, автор декількох текстів на тему AI та філософії. Критика перцептрона. |
| 850 ~                 | Бану Муса                                                                    | Брати Бану Муса написали « Книгу геніальних пристроїв», де вони описали те, що видається першим програмованим автоматом, автоматичним флейтом. |
| 1950, 1960            | Накамацу Йошир                                                               | Перший дискету в Токійському імператорському університеті винайшов у 1950 році отримавши японський патент 1952 р. та патент США 1958 р. На винахід аркуша магнітного диска та отримав ліцензію на Nippon Columbia в 1960 та IBM у 1970-х роках. |
| 2008 рік              | Накамото, Сатоші                                                             | Анонімний творець або творці Bitcoin, першої однорангової цифрової валюти. Документ Накамото 2008 року представив концепцію блокчейна — структури бази даних, яка дозволяє повністю довіряти децентралізованій та розподіленій публічній книзі криптовалют. |
| 1934, 1938            | Накасіма Акіра                                                               | Інженер NEC представив теорію комутаційних схем у роботах з 1934 по 1936 рік, закладаючи основи для дизайну цифрових схем, в цифрових комп'ютерах та інших областях сучасної технології. |
| 1960 рік              | Наур, Пітер                                                                  | Редагував переглянутий звіт ALGOL 60, запровадивши форму «Backus-Naur» |
| 1945 рік              | Нойман, Джон фон                                                             | Сформулював архітектуру фон Неймана, на якій базується більшість сучасних комп'ютерів. |
| 1956 рік              | Ньюелл, Аллен                                                                | Разом з Дж. Шоу та Гербертом Саймоном три співавтори написали теоретик логіки, першу справжню програму ШІ, на першій мові обробки даних, яка вплинула на LISP. |
| 1943 рік              | Макс Ньюмен                                                                  | Активізував виробництво комп'ютерів Colossus в Bletchley Park. Після війни він створив Лабораторію обчислювальної машини в Манчестерському університеті, де створив проект, який побудував перший у світі комп'ютер із збереженою програмою — « Манчестер Бебі». |
| 1962 рік              | Крістен Нюґор                                                                | З Уле-Юган Дал винайшов прото-об'єктно орієнтовану мову SIMULA. |
| 500 р. До н           | Паніні                                                                       | Граматика аштадхяї санскриту була систематизованою та технічною, використовуючи метарули, перетворення та рекурсії, що є провісником формальної теорії мови та основою форми Паніні-Бекуса, що використовується для опису мов програмування. |
| 1642 рік              | Блез Паскаль                                                                 | Винайшов механічний калькулятор. |
| 1952 рік              | Алан Перліс                                                                  | Про проект Whirlwind, член команди, яка розробила мову програмування ALGOL, і перший отримувач премії Тьюрінга |
| 1985 рік              | Радіа Перлман                                                                | Винайшли протокол Spanning Tree Protocol (STP), який є основоположним для роботи мережевих мостів, працюючи в корпорації Digital Equipment Corporation. Провів широкі та інноваційні дослідження, зокрема щодо шифрування та створення мереж. У 2007 році, серед багатьох інших, вона отримала нагороду USENIX за все життя. |
| 1964 рік              | Пір Джорджіо Перотто[ зайва вага? - обговорити ]                             | Дизайнер Olivetti Programma 101, першого настільного комп'ютера, імовірно, першого типу персонального комп'ютера. |
| 1932 рік              | Рожа Петер                                                                   | Опублікувала серію статей, що обгрунтовують теорію рекурсії як окрему область математичних досліджень, що ставить основу для теоретичної інформатики. |
| 1995 рік              | Розалінд Пікард[ зайва вага? - обговорити ]                                  | Заснувала ефективні обчислення та заклала основи для надання комп'ютерам навичок емоційного інтелекту. |
| 1936 рік              | Еміль Пост                                                                   | Розробив машину Поста як модель обчислення, незалежно від Тьюрінга. Відомий також розробкою таблиць істинності, проблема листування Поста, що використовується в теорії рекурсії, а також доведення того, що відомо як теорема Поста. |
| 1967–2011             | Денніс Річі                                                                  | Кен Томпсон був першопрохідцем мови програмування на C та комп'ютерної операційної системи Unix в Bell Labs. |
| 1958–1960             | Саул Розен                                                                   | Розроблено програмне забезпечення першого комп'ютера на транзисторі. Також вплинув на мову програмування ALGOL. |
| 1910 рік              | Бертран Расселл                                                              | Зробив внесок в інформатику своєю роботою з математичної логіки (приклад: функція правди). Ввів поняття теорії типів. Він також ввів систему типів (разом з Альфредом Нортом Вайтгедом) у своїй роботі «Principia Mathematica». |
| 1975 рік              | Джерард Салтон[ зайва вага? - обговорити ]                                   | Піонер автоматичного пошуку інформації, який запропонував векторну космічну модель та інвертований індекс. |
| 1962 рік              | Жан Е. Саммет                                                                | Розроблено мову програмування FORMAC. Вона також була першою, яка широко написала історію та категоризацію мов програмування в 1969 році, і стала першою жінкою-президентом Асоціації обчислювальної техніки в 1974 році. |
| 1963, 1973            | Сасакі Тадаші                                                                | Різкий інженер, який задумав однопроцесорний мікропроцесорний процесор, представивши ідею Busicom та Intel в 1968 році. Це вплинуло на перший комерційний мікропроцесор — Intel 4004 ; до Busicom компанія Intel була виробником пам'яті. Tadashi Sasaki також розробив РК- калькулятори на Sharp. |
| 1937, 1948            | Клод Шеннон                                                                  | Засновано теорію інформації та закладено основи практичного проектування цифрових схем. |
| 1968, 1980            | Сіма Масатосі                                                                | Розроблений Intel 4004, перший комерційний мікропроцесор, а також мікропроцесори Intel 8080, Zilog Z80 і Zilog Z8000, а також мікросхеми Intel 8259, 8255, 8253, 8257 і 8251. |
| 1956, 1957            | Герберт А. Саймон                                                            | Політолог та економіст, який піонерствовав штучним інтелектом. Співавтор програми « Логічна теорія» та програм « Загальні проблеми вирішення». |
| 1972 рік              | Річард Столмен                                                               | Запустив проект GNU у вересні 1983 року для створення Unix-подібної комп'ютерної операційної системи, повністю складеної з вільного програмного забезпечення. Цим він також запустив рух вільного програмного забезпечення. |
| 1982 рік              | Майкл Стоунбрейкер                                                           | Дослідник лабораторії з інформатики та штучного інтелекту MIT (CSAIL), який здійснив революцію в галузі систем управління базами даних (СУБД) та заснував декілька успішних компаній із бази даних |
| 1979 рік              | Бьярн Страуструп                                                             | Винайдено C++ у лабораторіях Bell |
| 1963 рік              | Айвен Сазерленд                                                              | Автор Sketchpad, родоначальник сучасних програм автоматизованого проектування (CAD) та одного з ранніх прикладів об'єктно-орієнтованого програмування. |
| 1967 рік              | Кен Томпсон                                                                  | Створено операційну систему UNIX, мову програмування B, операційну систему Plan 9, першу машину, яка отримала рейтинг Master в шахах, і кодування UTF-8 в Bell Labs та мову програмування Go в Google. |
| 1993 рік              | То Чай Кеонг                                                                 | Створена мобільна спеціальна мережа; У 1998 році реалізовано першу працюючу бездротову мережу портативних комп'ютерів за допомогою ОС Linux, радіостанцій Lucent WaveLan 802.11 та нового розподіленого протоколу маршрутизації, прозорого для TCP / UDP / IP. |
| 1991 рік              | Лінус Торвальдс                                                              | Створив першу версію ядра Linux. |
| 1852 рік              | Леонардо Торрес Квеведо                                                      | У своїй праці Ensayos Sobre Automatica, опублікованій вперше в 1914 році, Торрес Кеведо формулює те, що буде новою галуззю техніки: Автоматизація. |
| 1965 рік              | Джон У. Тукі                                                                 | З Джеймсом Кулі створив швидку трансформацію Фур'є. Він винайшов термін «біт». |
| 1936 рік              | Алан Тюрінг                                                                  | Вніс кілька основоположних внесків в інформатику, включаючи обчислювальну модель машини Тьюрінга, розробку концепції, що зберігається, та розробку високошвидкісної конструкції ACE. Широко вважається батьком інформатики та штучного інтелекту. |
| 1950 ~                | Ван Ан                                                                       | Внесла ключовий внесок у розвиток магнітоспроможної пам'яті. |
| 1955, 1960, 1974      | Вілліс Вейр                                                                  | Співавтор JOHNNIAC. Голова комітету, який розробив Кодекс справедливої інформаційної практики та привів до Закону про конфіденційність 1974 року. Заступник голови комісії з вивчення конфіденційності. |
| 1968 рік              | Адріан Ван Війнгаарден                                                       | Розробник W-граматики вперше застосував у визначенні ALGOL 68 |
| 1949 рік              | Моріс Вілкс                                                                  | Побудували перший практичний комп'ютер із збереженим програмним забезпеченням (EDSAC), який буде завершено, і він отримав ідеї декількох конструкцій мови високого рівня програмування. |
| 1970, 1978            | Ніклаус Вірт                                                                 | Розроблено мови програмування Pascal, Modula-2 та Oberon. |
| 1875, 1875            | Рамон Верея                                                                  | Розроблений та запатентований множник Verea Direct, перший механічний прямий множник. |
| 1938, 1945            | Конрад Цузе                                                                  | Побудував перший цифровий вільно програмований комп'ютер, Z1. Побудували перший функціональний комп'ютер, керований програмою, Z3. У 1998 році було підтверджено, що Z3 був завершений Тьюрінгом. Він виготовив перший у світі комерційний комп'ютер — Z4. Розробив першу мову програмування високого рівня, Plankalkül. |

~ Елементи, позначені тильдою, — це дати приблизно.